# Eizo
Eizo Corporation (株式会社ナナオ?, Kabushiki-gaisha Nanao), o più semplicemente EIZO, è un'azienda giapponese produttrice di monitor per computer e di dispositivi di visualizzazione in genere. Fu fondata nel 1968 ad Hakui sotto il nome di Hakui Electronic Corporation. Assumerà l'attuale denominazione solo nel 1999.

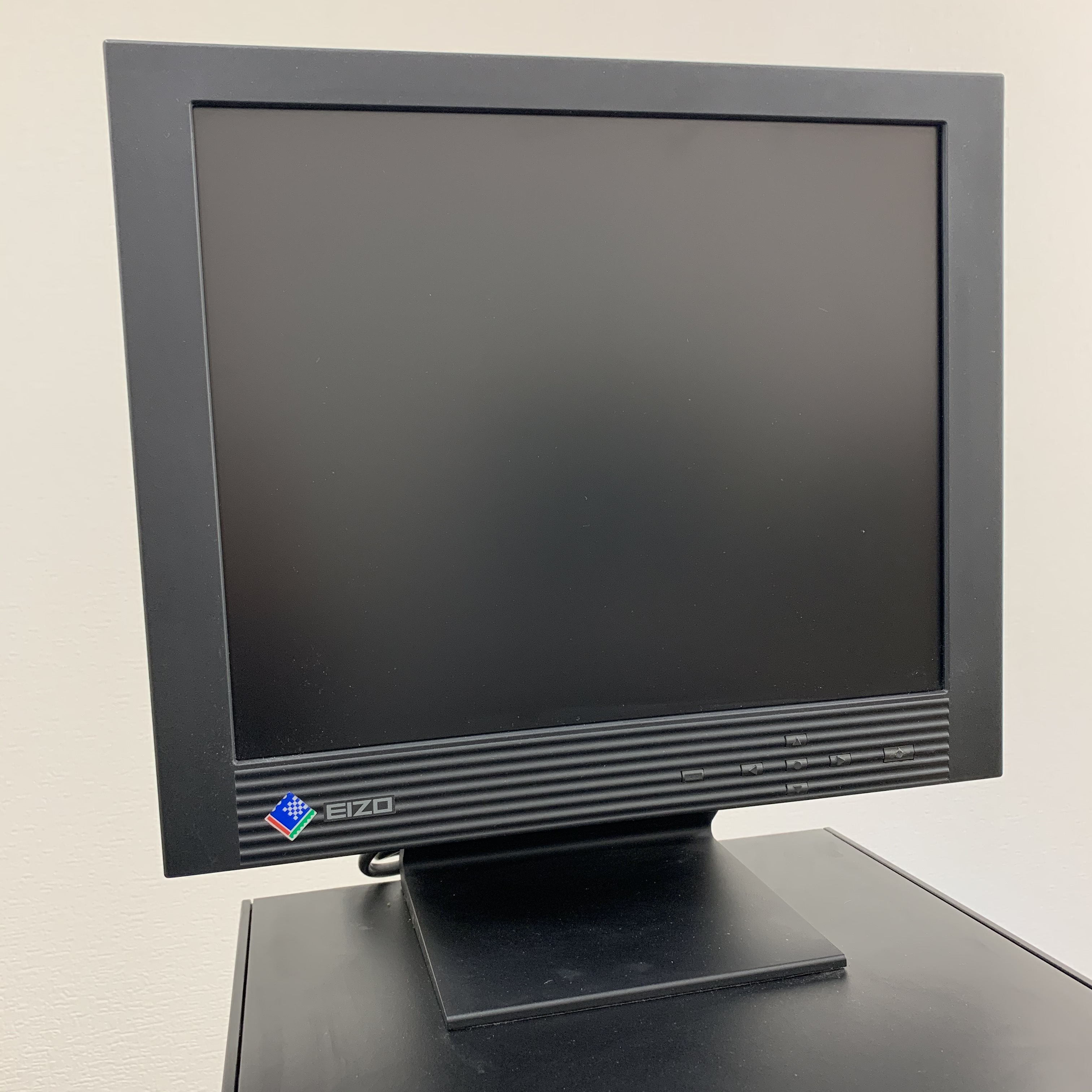
EIZO FlexScan L461 (16.0inch)

Dal 1997 sviluppa videogiochi per PlayStation 2 e PlayStation 3 tramite la sussidiaria Irem.

## Storia
Nel marzo del 1968 nasceva ad Hakui, in Giappone, la Hakui Electronic Corporation con l'obiettivo di produrre televisori per il mercato giapponese. L'azienda cambierà nome in Nanao Corporation nel 1973.
Nel 1984 veniva fondata la sussidiaria Hitec Associates Ltd. (Eizo Corporation dal 1990) per la vendita sul mercato europeo di dispositivi ad alta definizione. I prodotti realizzati venivano commercializzati in Europa col nome Eizo ("immagine", in giapponese). Nello stesso anno gli statunitensi potevano acquistare display professionali sotto il marchio Nanao. I nomi Eizo e Nanao rimasero distinti fino al 1999 quando si decise per la fusione in Eizo Nanao Corporation.
Nel 1997 la Eizo entrava nel mondo dei videogiochi con l'acquisizione di Irem, che in quegli anni attraversava una profonda crisi finanziaria, dirottandola dal settore arcade, allo sviluppo di giochi per console.